# بيثيسدا
بيثيسدا هي مدينة في ولاية ماريلاند في الولايات المتحدة الأمريكية.

## التركيبة السكانية
حدّد مكتب تعداد الولايات المتحدة بيانات التركيبة السكانية لبيثيسدا في تعداد الولايات المتحدة. في ما يلي، التركيبة السكانية حسب تعدادي 2000 و2010.

### تعداد عام 2000
بلغ عدد سكان بيثيسدا 55,277 نسمة بحسب تعداد عام 2000، وبلغ عدد الأسر 23,659 أسرة وعدد العائلات 14,466 عائلة مقيمة في المنطقة السكنية. في حين سجلت الكثافة السكانية 1,616.3 نسمة لكل كيلومتر مربع (4,186.2/ميل2). وبلغ عدد الوحدات السكنية 24,368 وحدة بمتوسط كثافة قدره 712.5 لكل كيلومتر مربع (1,845.4/ميل2).
وتوزع التركيب العرقي للمنطقة السكنية بنسبة 85.86% من البيض و2.67% من الأمريكيين الأفارقة و0.17% من الأمريكيين الأصليين و7.92% من الأمريكيين ذوي الأصول الآسيوية و0.05% من سكان جزر المحيط الهادئ و1.23% من الأعراق الأخرى و2.11% من عرقين مختلطين أو أكثر و5.43% من الهسبانيون أو اللاتينيون من أي عرق.
بلغ عدد الأسر 23,659 أسرة كانت نسبة 28.7% منها لديها أطفال تحت سن الثامنة عشر تعيش معهم، وبلغت نسبة الأزواج القاطنين مع بعضهم البعض 53.4% من أصل المجموع الكلي للأسر، ونسبة 6% من الأسر كان لديها معيلات من الإناث دون وجود شريك، بينما كانت نسبة 1.7% من الأسر لديها معيلون من الذكور دون وجود شريكة وكانت نسبة 38.9% من غير العائلات. تألفت نسبة 32.2% من أصل جميع الأسر من عدة أفراد يعيشون في نفس المنزل ونسبة 11.6% كانت تتألف من شخص يعيش بمفرده يبلغ من العمر 65 عاماً أو أكثر. وبلغ متوسط حجم الأسرة المعيشية 2.30، أما متوسط حجم العائلات فبلغ 2.92.
بلغ العمر الوسطي للسكان 41.4 عاماً. وكانت نسبة 21.7% من القاطنين تحت سن الثامنة عشر، وكانت نسبة 4.2% بين الثامنة عشر والرابعة والعشرين عاماً، ونسبة 28.8% كانت واقعةً في الفئة العمرية ما بين الخامسة والعشرين والرابعة والأربعين عاماً، ونسبة 27% كانت ما بين الخامسة والأربعين والرابعة والستين، ونسبة 16.9% كانت ضمن فئة الخامسة والستين عاماً فما فوق. يوجد لكل 100 أنثى 87.1 ذكر، ويوجد لكل 100 أنثى في الثامنة عشر من عمرها فما فوق 83.2 ذكر.
بلغ متوسط دخل الأسرة في المنطقة السكنية 99,102 دولارًا، أما متوسط دخل العائلة فبلغ 130,160 دولارًا. وكان متوسط دخل الذكور 84,797 دولارًا مقابل 57,569 دولارًا للإناث. وسجل دخل الفرد الخاص بالمنطقة السكنية 58,479 دولارًا. وكانت نسبة 1.7% من العائلات ونسبة 3.3% من السكان تحت خط الفقر، وكان من هؤلاء نسبة 2.2% تحت سن الثامنة عشر ونسبة 4.1% في الخامسة والستين من العمر وما فوق.

### تعداد عام 2010
بلغ عدد سكان بيثيسدا 60,858 نسمة بحسب تعداد عام 2010، وبلغ عدد الأسر 25,512 أسرة وعدد العائلات 15,694 عائلة مقيمة في المنطقة السكنية. في حين سجلت الكثافة السكانية 1,779.5 نسمة لكل كيلومتر مربع (4,608.9/ميل2). وبلغ عدد الوحدات السكنية 27,470 وحدة بمتوسط كثافة قدره 803.2 لكل كيلومتر مربع (2,080.3/ميل2).
وتوزع التركيب العرقي للمنطقة السكنية بنسبة 83.21% من البيض و3.31% من الأمريكيين الأفارقة و0.13% من الأمريكيين الأصليين و9.33% من الأمريكيين ذوي الأصول الآسيوية و0.06% من سكان جزر المحيط الهادئ و1.09% من الأعراق الأخرى و2.85% من عرقين مختلطين أو أكثر و6.81% من الهسبانيون أو اللاتينيون من أي عرق.
بلغ عدد الأسر 25,512 أسرة كانت نسبة 30.3% منها لديها أطفال تحت سن الثامنة عشر تعيش معهم، وبلغت نسبة الأزواج القاطنين مع بعضهم البعض 53.5% من أصل المجموع الكلي للأسر، ونسبة 6% من الأسر كان لديها معيلات من الإناث دون وجود شريك، بينما كانت نسبة 2% من الأسر لديها معيلون من الذكور دون وجود شريكة وكانت نسبة 38.5% من غير العائلات. تألفت نسبة 31.3% من أصل جميع الأسر من عدة أفراد يعيشون في نفس المنزل ونسبة 11.6% كانت تتألف من شخص يعيش بمفرده يبلغ من العمر 65 عاماً أو أكثر. وبلغ متوسط حجم الأسرة المعيشية 2.36، أما متوسط حجم العائلات فبلغ 3.00.
بلغ العمر الوسطي للسكان 42.5 عاماً. وكانت نسبة 23.2% من القاطنين تحت سن الثامنة عشر، وكانت نسبة 5.5% بين الثامنة عشر والرابعة والعشرين عاماً، ونسبة 24.9% كانت واقعةً في الفئة العمرية ما بين الخامسة والعشرين والرابعة والأربعين عاماً، ونسبة 29.4% كانت ما بين الخامسة والأربعين والرابعة والستين، ونسبة 17% كانت ضمن فئة الخامسة والستين عاماً فما فوق. وتوزع التركيب الجنسي للسكان بنسبة 47.2% ذكور و52.8% إناث.

## أعلام
- يوليوس أكسلرود
- ميخائيل هارت
- كورديل هل
- جوزيف مكارثي
- ريتشارد شيف
- دانييل ستيرن
- فرانز فانون
- شون موراي
- توماس شيلينغ
- روبرت جوردون